# Liste der Kulturdenkmäler in Kölzenhain
Die folgende Liste enthält die in der Denkmaltopographie ausgewiesenen Kulturdenkmäler auf dem Gebiet des Ortsteils Kölzenhain der  Stadt Ulrichstein, Vogelsbergkreis, Hessen.
Hinweis: Die Reihenfolge der Denkmäler in dieser Liste orientiert sich an der Anschrift, alternativ ist sie auch nach der Bezeichnung, der vom Landesamt für Denkmalpflege vergebenen Nummer oder der Bauzeit sortierbar.
Kulturdenkmäler werden fortlaufend im Denkmalverzeichnis des Landes Hessen durch das Landesamt für Denkmalpflege Hessen auf Basis des Hessischen Denkmalschutzgesetzes (HDSchG) geführt. Die Schutzwürdigkeit eines Kulturdenkmals hängt nicht von der Eintragung in das Denkmalverzeichnis des Landes Hessen oder der Veröffentlichung in der Denkmaltopographie ab.

Das Vorhandensein oder Fehlen eines Objekts in dieser Liste ist keine rechtsverbindliche Auskunft darüber, ob es Kulturdenkmal ist oder nicht: Diese Liste entspricht möglicherweise nicht dem aktuellen Stand der offiziellen Denkmaltopographie. Diese ist für Hessen in den entsprechenden Bänden der Denkmaltopographie Bundesrepublik Deutschland und im Internet unter DenkXweb – Kulturdenkmäler in Hessen einsehbar. Auch diese Quellen sind, obwohl sie durch das Landesamt für Denkmalpflege Hessen aktualisiert werden, nicht immer aktuell, da es im Denkmalbestand immer wieder Änderungen gibt.
Eine verbindliche Auskunft erteilt allein das Landesamt für Denkmalpflege Hessen.
Nutze diese Kartenansicht, um Koordinaten in der Liste zu setzen. In dieser Kartenansicht sind Kulturdenkmale ohne Koordinaten mit einem roten bzw. orangen Marker dargestellt und können in der Karte gesetzt werden. Kulturdenkmale ohne Bild sind mit einem blauen bzw. roten Marker gekennzeichnet, Kulturdenkmale mit Bild mit einem grünen bzw. orangen Marker.
| Bild                                | Bezeichnung                      | Lage                                            | Beschreibung | Bauzeit              | Objekt-Nr. |
| ----------------------------------- | -------------------------------- | ----------------------------------------------- | --- | -------------------- | ---------- |
| Gefallenendenkmal                   | Friedhof: Gefallenendenkmal      | Am Trieb LageFlur: 4, Flurstück: 55             | Bossenwerk-artig behauene Stele aus Sandstein mit „Eisernem Kreuz“, wuchtiger Sockel, kleine kugelbekrönte Postamente, zwei Namenstafeln, ältere signiert mit „L. Kling, Wieseck“                 | ca. 1925             | 124141 DDB |
| Ehemalige Schule                    | Ehemalige Schule                 | Bobenhäuser Straße 1 LageFlur: 1, Flurstück: 64 | Eingeschossiger Putzbau über Basaltsockel, Schulsaal mit vier hohen Rechteckfenstern, zur Lehrerwohnung ausgebautes Krüppelwalm-Mansarddach mit Zwerchhaus, Schulhofeinfassung aus Basalthaustein | 1912                 | 122719 DDB |
| Backhaus                            | Backhaus                         | Feldkrücker Straße 9 LageFlur: 1, Flurstück: 90 | Verputzter Massivbau mit Fachwerkgiebeln | Ende 19. Jahrhundert | 122943 DDB |
| weitere Bilder                      | Petershainer Hof                 | Petershainer Hof 2 LageFlur: 6, Flurstück: 10/1 | Hauptgebäude in klassizistischem Fachwerkgefüge mit Bauinschrift am Rähm des Erdgeschosses, Scheunengebäude, Fachwerk-Backhaus. Heutige Nutzung als Jugendwaldheim.                               | 1818                 | 122944 DDB |
| Evangelische Kirche · Seitenansicht | Evangelische Kirche              | Zum Petersberg 1 LageFlur: 1, Flurstück: 1      | Rechteckiger, teilweiser verschindelter Fachwerkbau, kubischer Glockenbau mit Zeltdach am Südostgiebel                                                                                            | 1592 (vermutlich)    | 122947 DDB |
| Fachwerkwohnhaus einer Hofanlage    | Fachwerkwohnhaus einer Hofanlage | Zum Petersberg 7 LageFlur: 1, Flurstück: 6/3    | Hofanlage, Wohnbereich mit Elementen einer Fachwerkkonstruktion des 17. Jahrhunderts. |                      | 122946 DDB |

## Nicht mehr in Denkmalliste aufgeführt
| Bild | Bezeichnung | Lage                                         | Beschreibung | Bauzeit | Objekt-Nr. |
| ---- | ----------- | -------------------------------------------- | --- | ------- | ---------- |
|      |             | Zum Petersberg 15 LageFlur: 1, Flurstück: 10 | Traufständiger Einhof, untere Geschosse verschindelt, Obergeschoss Fachwerkkonstruktion, Stall mit Außenwand aus gelbem Backstein, Haustür mit neoklassizistischen Details |         |            |